# داء المثقبيات الإفريقي
داء المثقبيات الأفريقي (بالإنجليزية: African trypanosomiasis) أو مرض النوم أو مرض النوم الإفريقي (بالإنجليزية: sleeping sickness) أو النُّوَام هو مرض طفيلي يصيب البشر والحيوانات الأخرى. وهو ناتج عن طفيلي أولي من جنس المثقبيات وهو المثقبية البروسية. هناك نوعان يصيبان البشر، المثقبية البروسية الغامبية (Tbg) والمثقبية البروسية الروديسية (Tbr). يسبب Tbg أكثر من 98٪ من الحالات المبلغ عنها وكلاهما ينتقل عادة عن طريق لدغة ذبابة تسي تسي الحاملة للعدوى وهي الأكثر شيوعاً في المناطق الريفية. ومن الجدير بالذكر أنه في عام 2009 انخفضت حالات الإصابة إلى أدنى من 10000 حالة لأوّل مرّة منذ 50 عاماً بفضل الجهود الدولية لمكافحة الداء.
هذا وكان أول من ربط بين المرض وذبابة تسي تسي هو الطبيب والجراح الإنجليزي ديفيد بروس.

## المسبب
ينتشر مرض النوم تقريبا في 36 بلداً من بلدان أفريقيا في منطقة جنوب الصحراء الكبرى التي يتواجد فيها ذباب تسي تسي القادر على نقل المرض. سكان الأرياف الذين يعتمدون على الزراعة أو صيد الأسماك أو تربية الحيوان أو الصيد هم أكثر الفئات تعرّضاً للدغ ذبابة تسي تسي التي تسبّب المرض.
تستأثر المثقبية البروسية الغامبية بنحو 95% من مجموع حالات مرض النوم المُبلّغ عنها.

## الانتشار والوقوع
يحدث هذا المرض عمومًا في بعض مناطق أفريقيا جنوب الصحراء الكبرى، ويصيب أكثر من نصف مليون أفريقي سنوياً، ويبلغ عدد السكان المعرضين للخطر حوالي 70 مليون في 36 بلداً و 48 مليون رأس من الماشية وتبلغ مساحة الأراضي الأفريقية الموبوءة بذبابة تسي تسي نحو 10 ملايين كيلومتر مربع.
وقد تسبب المرض اعتباراً من عام 2010 في حوالي 9000 حالة وفاة، متراجعاً من 34000 وفاة في عام 1990
يقدر عدد المصابين حالياً بحوالي 30000 شخص، تشمل أكثر من 7000 إصابة جديدة في عام 2012. أكثر من 80٪ من هذه الحالات توجد في جمهورية الكونغو الديمقراطية. وقد حدثت ثلاثة فاشيات رئيسية في التاريخ الحديث: واحدة في الفترة الممتدة بين 1896-1906 وحدثت بشكل رئيسي في أوغندا وحوض الكونغو واثنتان في عام 1920 وعام 1970 في عدة بلدان أفريقية  من الممكن أن تحمل الحيوانات الأخرى، مثل الأبقار، المرض وتصاب به.

## الأمراض
مرض النوم.

## الأعراض والتشخيص

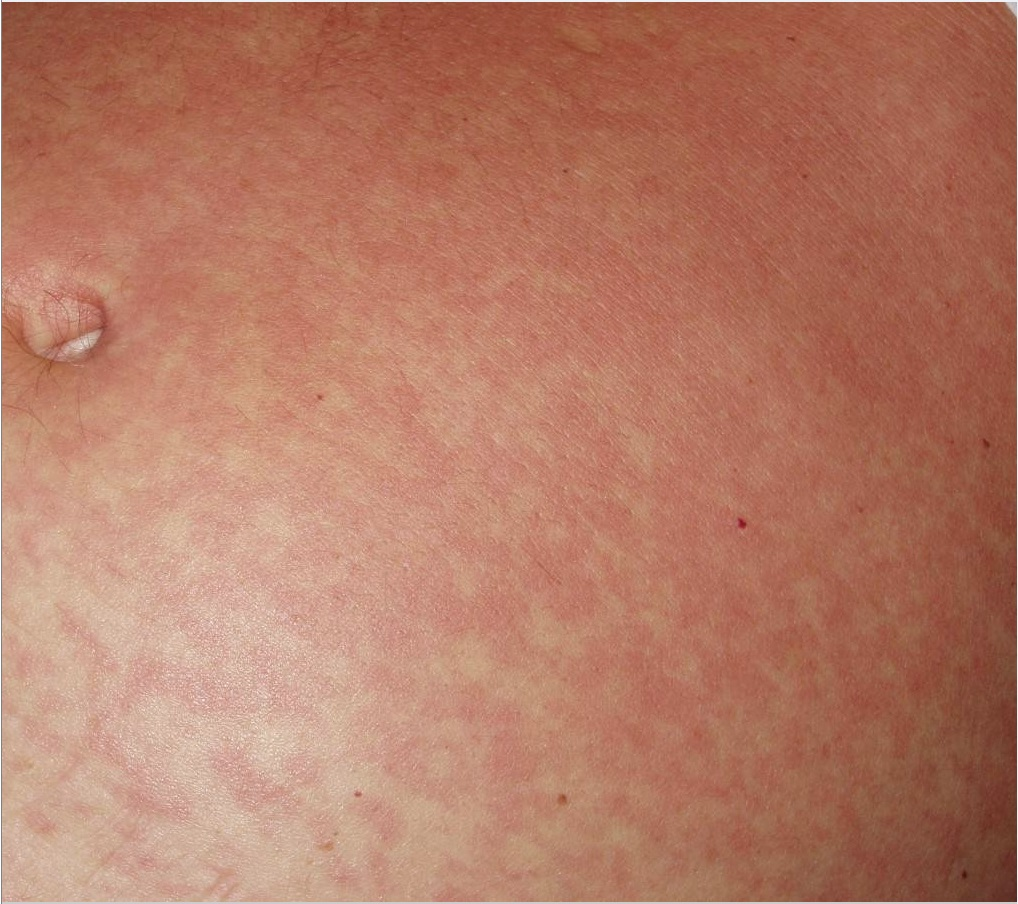
طفح جلدي وردي اللون ذو بقع دقيقة نموذجي لداء المثقبيات الأفريقي الحاد على جلد البطن ("طفح المثقبيات")

عندما تلدغ الذبابة الجلد يتورم مكانها وتصبح عقدة مؤلمة وحمراء. يصحبها تورم العقد اللمفاوية بكل الجسم. وفي المرحلة الأولى تظهر الحمى، والصداع، والحكة، وآلام المفاصل بشكل رئيسي. ويبدأ هذا بعد 1-3 أسابيع من حدوث اللدغة. وبعد مرور أسابيع إلى أشهر تبدأ المرحلة الثانية ويظهر الارتباك، وضعف التنسيق، والخدر واضطرابات النوم.، ثم يصاب المريض بالهذيان والضعف ويدخل، إذا لم يعالج في الوقت المناسب، في غيبوبة يتلوها الموت.
ويتم التشخيص عن طريق إيجاد الطفيلي في لطخة الدم أو في سائل العقدة الليمفاوية.، غالباً ما تكون هناك حاجة إلى البزل القطني لمعرفة الفرق بين المرض المرحلة الأولى والثانية.

## الوقاية والعلاج
تنطوي الوقاية من المرض الشديد على فحص السكان المعرضين للخطر باختبارات الدم بحثاً عن Tbg. ويصبح العلاج أسهل عندما يتم الكشف عن المرض في وقت مبكر وقبل حدوث الأعراض العصبية. ويتم علاج المرحلة الأولى بواسطة الأدوية بنتاميدين أو سورامين. ويتضمن علاج المرحلة الثانية الإيفلورنيثين أو مزيجاً من النيفورتيموكس والإيفلورنيثين لعلاج Tbg  وفي حين يفيد ميلارسوبرول في علاج كلا النوعين، إلا إنه عادة ما يستخدم فقط في علاج Tbr بسبب آثاره الجانبية الخطيرة. 
ولقد بذل العلماء جهوداً كبيرة في إيجاد وسائل عدة للتحكم في مرض النوم. وفي أجزاء أفريقيا تتم مكافحة الذبابة المسببة عن طريق بعض المبيدات، ومن ناحية أخرى تم استخدام الإشعاع وذلك لتعقيم ذكور الذبابة المسببة لتصبح عاجزة عن التكاثر .
علاجه حاليا هو دواء ميلارسوبرول { melarsoprol } الذي اكتشف عام 1949. لكن له آثار جانبية شديدة بتعاطيه لمدة طويلة لدرجة أن معظم مرضاه الذين استمروا بتعاطيه تزداد حالتهم سوءا. والعلاج البديل مكلف للغاية وما زال تحت التجارب. يعتمد نوع العلاج على مرحلة المرض، ذلك أنّ الأدوية المستخدمة في مرحلة المرض الأولى أقلّ سميّة وأسهل تعاطياً. وكلّما كان الكشف عن المرض مبكّراً زادت آفاق الشفاء منه.
ويعتمد نجاح العلاج في مرحلة المرض الثانية على الأدوية الكفيلة باختراق الحائل الدموي الدماغي لبلوغ الطفيلي. والجدير بالذكر أنّ تلك الأدوية تتسم بسميّتها وصعوبة تعاطيها. وهناك أربعة أدوية مُسجّلة لعلاج مرض النوم يتم توفيرها بدون مقابل للبلدان التي يتوطنها المرض.
تقسم مرحلة العلاج إلى قسمين :
- -المرحلة الأولى تتم المعالجة عن طريق:

1-السورامين: تم اكتشافه في عام 1921، وهو يُستخدم لعلاج المرحلة الأولى من المثقبية البروسية الروديسية. ويتسبّب هذا الدواء في حدوث بعض الآثار غير المرغوب فيها في السبيل البولي وفي بعض التفاعلات الحساسية.
2-البنتاميدين: تم اكتشافه في عام 1941، وهو يُستخدم لعلاج المرحلة الأولى من مرض النوم الناجم عن المثقبية البروسية الغامبية. ويبدي معظم المرضى تحمّلاً جيداً إزاء ذلك الدواء، على الرغم من بعض الآثار غير المرغوب فيها.
- علاجا المرحلة الثانية:

1-الإيفلورنيثين: تم تسجيل هذا الجزيء، الذي يُعد أقلّ سمية من الميلارسوبرول، في عام 1990. وهو دواء تقتصر فعاليته على المثقبية البروسية الغامبية. ويتسم المقرّر العلاجي القائم على هذا الدواء بصرامته وصعوبة تطبيقه.
2-الميلارسوبرول: تم اكتشافه في عام 1949، وهو يُستخدم لعلاج الشكلين الأول والثاني من المرض. وهذا الدواء مشتق من الأرسنيك وله عدة آثار جانبية غير مرغوب فيها. وأكثر تلك الآثار وخامة الاعتلال الدماغي التفاعلي (متلازمة الاعتلال الدماغي) الذي يمكن أن يؤدي إلى الوفاة (3% إلى 10%). ولوحظت زيادة في مقاومة الطفيلي لهذا الدواء في العديد من البؤر، وخصوصاً في وسط أفريقيا.
في عام (2009)، بدأ العمل بعلاج توليفي يحتوي على النيفورتيموكس والإيفلورنيثين. ويمكّن هذا العلاج من تبسيط استخدام الإيفلورنيثين في إطار المعالجات الأحادية، ولكنّه لا يضمن نجاعة ضد المثقبية البروسية الروديسية. والمعروف أنّ النيفورتيموكس دواء مسجل لعلاج داء المثقبيات الأمريكي وليس داء المثقبيات الأفريقي البشري. غير أنّه تم، بعد الاطلاع على بيانات المأمونية والنجاعة المستقاة من التجارب السريرية، قبول استخدامه بشكل توليفي مع الإيفلورنيثين وإدراجه في قائمة منظمة الصحة العالمية الخاصة بالأدوية الأساسية، وتقوم المنظمة، الآن، بتوفيره دون مقابل لهذا الغرض.

### عبء المرض
وبالإضافة إلى الأعباء الاقتصادية التي تواجهها هذه البلدان فإنها تفقد ما يتراوح بين 600 مليون و 1.2 مليار دولار كل عام في الجهود المبذولة لمكافحة المرض وكخسائر مباشرة في إنتاج اللحوم والألبان.
ومرض النوم من عوائق التنمية الخطيرة بأفريقيا. وتتكلف الدول الأفريقية أموالاً طائلة للقضاء عليها باستخدام المبيدات ونصب الشراك واستخدام طائرات الهيلوكبتر الحاملة للمبيدات الحشرية واستخدام الإشعاع لإصابة الذباب بالعقم وكلها وسائل تحمل الدول طاقات كبيرة وتظل خطورة الذباب مستفحلة رغم ذلك. ويعالج المصابون بهذا المرض في مراحله المتأخرة بمركبات الزرنيخ التي لها تأثيرات جانبية وتعد مسؤولة عن موت 10% ممن يستعملون هذا العقار.